# Jinki:Extend
Jinki: Extend (ジンキ・エクステンド) est un manga de Sirou Tunasima adapté en anime japonais.

## Histoire
Elle se déroule en deux parties, au Venezuela (Jinki) et au Japon (Jinki: Extend) à plusieurs années d'intervalle. Dans le manga respectivement en 1988 et 1991. Dans l'animé, les parties se superposent.
Aoba, une jeune fille de treize ans vivant avec sa grand-mère, est enlevée à la mort de cette dernière. Son ravisseur, un homme envoyé par sa propre mère, emmène Aoba dans la réserve de Gran Sabana, en pleine jungle du Venezuela. Elle y découvre là-bas une organisation, Angel, qui construit des robots nommés Jinkis afin de combattre une mystérieuse forme de vie ayant fait son apparition récemment. Aoba, voulant échapper à son ravisseur, se trouve embarquée dans l'un de ces robots.
Au vu du danger que représente cette forme de vie inconnue, Aoba décide de devenir une pilote de Jinkis. Son combat ne fait que commencer…

## Manga
Commencé en 2002, il comprend 4 volumes pour la première partie (Jinki) et 9 pour la seconde (Jinki: Extend).

## Anime

### Informations
- Nombre d'épisodes : 12
- Durée : 25 minutes
- Première diffusion au Japon : 2005
- Genres : mecha

### Staff
- Réalisateur : Masahiko Murata
- Créateur original : Sirou Tunasima
- Character designer : Naoto Hosoda
- Musique : Kenji Kawai
- Studio : Starchild Records

### Listes des épisodes
1. The Battlefield the Girl Saw (Shoujo ga mita senjou)
2. After the Tears (Namida no ato)
3. Quality and quantity (shitsu to ryou)
4. Meeting (taimen)
5. Enemies and Allies (teki to mikata to)
6. The Black Operator (kuro no soushuu)
7. Fulfilled Ambition (yabou no hate)
8. The Silver-winged Visitor (ginyoku no raihousha)
9. The Winner of the Game
10. Red & Black
11. Family
12. Blue and Red
13. And Then (OAV)